# Stiftelsen Filmverkstan
Stiftelsen Filmverkstan var en teknikpool för oetablerade filmare som drevs av Svenska Filminstitutet och Sveriges Television mellan 1973 och 2001. Under dessa år producerades hundratals korta spelfilmer, dokumentärfilmer och experimentfilmer av framförallt unga filmare och konstnärer. Filmverkstan låg i Stockholm men vände sig till filmare i hela landet. Den lades ned 2001 när Filminstitutet och landstingen byggde upp regionala resurscentrum för film och video som har en mer pedagogisk verksamhet och där man arbetar med digital videoteknik.
Filmverkstan skapades med syftet att ge independentfilmare som inte var knutna till den etablerade filmbranschen möjlighet att göra film. Vem som helst skulle kunna söka tekniskt och ekonomiskt stöd för att färdigställa sin film. Filmverkstan var organiserad som en stiftelse ledd av Filminstitutet och SvT med en grupp sakkunniga anställda som bedömde inkomna förslag och bistod filmarna med hjälp. Filmverkstan hade teknisk utrustning (filmkameror, bandspelare, lampor, klippbord etc.) som filmarna kunde använda. Stödet till beviljade projekt inkluderade även kostnaderna för framkallning och kopiering på SvT:s filmlabb. Däremot utgick inte bidrag till löner, arbetsinsatsen stod filmaren själv för.
Filmverkstan hade under 1970-talet sina lokaler på Snickarbacken i centrala Stockholm och flyttade därefter till Slupskjulvägen på Skeppsholmen. Under sina verksamhetsår var Filmverkstan en vital och informell mötesplats för oetablerade och experimentella filmare. För många unga filmare, konstnärer, kvinnor, invandrare och utlänningar i exil som inte fick stöd från annat håll var Filmverkstan av avgörande betydelse för färdigställandet av deras filmprojekt. 
Åtskilliga av de personer som  gjorde filmer med stöd från  Filmverkstan blev senare etablerade regissörer, fotografer, filmklippare eller konstnärer,  bland andra Clas Lindberg, Maria Ängquist-Klyvare, Björn Runge,  Lena Koppel, Stefan Kullänger, Muammer Özer, Håkan Holmberg, Nils Olof Hedenskog  och Reza Bagher.
Sedan 2006 pågår forskning om Filmverkstan vid Universiteten i Lund och Karlstad. Tack vare denna forskning genomförs en inventering av Filmverkstans filmer och dokument.
Ett av de slutliga forskningsresultaten kan hittas i samband med boksläppet Hellre fri än filmare: Filmverkstan och den fria filmen (2015) av John Sundholm och Lars Gustaf Andersson. Ett urval av Filmverkstans filmer visades på Cinemateket den 15/1 2015 efter bokpratet om Filmverkstan.